# الدعم الأجنبي في حرب البوسنة والهرسك
الدعم الأجنبي في حرب البوسنة والهرسك تضمن التمويل أو التدريب أو الدعم العسكري من قبل الدول الأجنبية والمنظمات خارج يوغوسلافيا لأي من المتحاربين في حرب البوسنة والهرسك (1992-1995).

## دعم مسلمي البوسنة
- كانت إيران وهي دولة ذات أغلبية شيعية واحدة من أوائل الدول الإسلامية التي قدمت الدعم لمسلمي البوسنة (البوشناق ومعظمهم من المسلمين السنة) في الحرب. أرسل الحرس الثوري الإسلامي أكثر من خمسة (5000 إلى 14000 طن من مايو 1994 إلى يناير 1996 وحده[1]) آلاف طن من الأسلحة لمسلمي البوسنة. كما زود الحرس الثوري الإيراني بالمدربين والمستشارين للجيش البوسني وجهاز المخابرات. انضم عشرات من خبراء المخابرات الإيرانية إلى وكالة استخبارات المسلمين البوسنية. قامت وحدات المجاهدين المدعومة من وزارة الاستخبارات الإيرانية بتدريب وحدات مختارة من الجيش البوسني. كما أرسل حزب الله (الشيعة اللبنانيون) المدعوم من إيران مقاتلين إلى الحرب.[2] في عام 1992 قامت إيران بمساعدة تركيا بتهريب أسلحة إلى مسلمي البوسنة. ظهرت تقارير عن «مئات الأطنان من الأسلحة» التي تم شحنها من إيران على مدى أشهر في وسائل الإعلام في أوائل عام 1995. تم شحن الأسلحة الإيرانية عبر كرواتيا. روبرت باير عميل وكالة المخابرات المركزية المتمركز في سراييفو أثناء الحرب ادعى لاحقا أن «الحكومة البوسنية المسلمة في سراييفو هي عميل للإيرانيين... لو خيروا بين وكالة المخابرات المركزية والإيرانيين فسيختارون الإيرانيين». بحلول نهاية الحرب أظهرت استطلاعات الرأي العام أن حوالي 86٪ من السكان المسلمين البوسنيين عبروا عن موقف إيجابي تجاه إيران. وفقا للباحث سيس ويبس خلال الحرب «كانت تركيا والمملكة العربية السعودية على استعداد تام لتسليم الأسلحة وإغراء علي عزت بيغوفيتش بعيدا عن إيران لكن توجه الحكومة البوسنية كان أكثر بكثير تجاه إيران».
- زودت وكالة الاستخبارات الباكستانية مسلمي البوسنة بالأسلحة والذخيرة والصواريخ الموجهة المضادة للدبابات. تحدت باكستان الحظر الذي فرضته الأمم المتحدة على توريد الأسلحة للحرب (معلنة أنه غير قانوني من بين دول إسلامية أخرى[3]) كما قامت وكالة الاستخبارات الباكستانية بنقل صواريخ موجهة مضادة للدبابات إلى مسلمي البوسنة. ساعدت باكستان ماليا مسلمي البوسنة.[4]
- ساعدت المملكة العربية السعودية المسلمين البوسنيين بالتمويل والأسلحة والمقاتلين المتطوعين. تم تمويل العمليات العسكرية ودعمها من قبل الهيئة السعودية العليا التي أسسها الأمير السعودي سلمان بن عبد العزيز.[5] قدمت المملكة العربية السعودية 300 مليون دولار من إمدادات الأسلحة (و 500 مليون دولار كمساعدات إنسانية) للحكومة البوسنية في انتهاك للحظر وبعلم الولايات المتحدة.
- دعمت تركيا نشاط مسلمي البوسنة. وساعدت إيران في تهريب الأسلحة إلى مسلمي البوسنة. شمل الدعم التركي أسلحة وأموال أيضا من المملكة العربية السعودية وماليزيا وبروناي وباكستان. قدم الأفراد والجماعات التركية دعما ماليا لمسلمي البوسنة والهرسك وانضم بعض المئات من الأتراك كمتطوعين. جاءت أكبر مساعدة خاصة من الجماعات الإسلامية مثل حزب الرفاه وهيئة الإغاثة الإنسانية وحقوق الإنسان والحريات. بصفتها عضوا في الناتو دعمت تركيا وشاركت في عمليات الناتو بما في ذلك إرسال 18 طائرة من طراز F-16. كانت أول الدول الأعضاء التي دعت إلى التدخل العسكري ودعمت جميع الدعوات الأمريكية للمشاركة ودعمت بقوة الضربات الجوية. مع ذلك لوحظ أن المساعدة المالية من الحكومة التركية كانت ضئيلة.
- دعمت ماليزيا مسلمي البوسنة من خلال المساعدات المالية والسلاح.
- دعمت بروناي مسلمي البوسنة من خلال المساعدات المالية والسلاح. دعمت رسميا مسلمي البوسنة وتحدثت ضد صرب البوسنة.[6] أفادت التقارير على نطاق واسع أن بروناي ساعدت في شراء وتسليم شحنات الأسلحة الصغيرة.[7]
- ساعد السودان ماليا مسلمي البوسنة.
- لم تتخذ الولايات المتحدة أي إجراءات ضد تهريب الأسلحة التي كانت تعرف عنها. قامت وكالة المخابرات المركزية بتمويل وتدريب وتزويد جيش جمهورية البوسنة والهرسك.[8] أشارت مصادر استخباراتية في الاتحاد الأوروبي إلى أن الولايات المتحدة نظمت شحنات أسلحة إلى البوسنة والهرسك عبر حلفاء مسلمين. استخدم المقاول العسكري الخاص الذي وافقت عليه الحكومة الأمريكية الأموال التي قدمتها الدول الإسلامية الموالية للغرب مثل المملكة العربية السعودية والإمارات العربية المتحدة والكويت وبروناي وماليزيا لتجهيز الجيش البوسني بـ 46000 بندقية و 1000 مدفع رشاش و 80 ناقلة جنود مدرعة و45 دبابات و 840 مدفع مضاد للدبابات و 15 مروحية.[9] تلقى المقاول العسكري الخاص 300 مليون دولار لتجهيز و 50 مليون دولار لتدريب الجيش البوسني.
- حلف شمال الأطلسي بقيادة الولايات المتحدة تدخل من خلال العمليات الجوية.

من بين المنظمات الإسلامية الأجنبية التي تدعم مسلمي البوسنة تنظيم القاعدة (بما في ذلك الفرع البوسني) وحركة الأنصار وحزب الرفاه والجماعة الإسلامية المسلحة الجزائرية وغيرها. ومن بين المنظمات الأجنبية غير الربحية والصناديق الخيرية مؤسسة الخير السعودية الدولية (تنظيم القاعدة) ومؤسسة الحرمين الخيرية (المرتبطة بتنظيم القاعدة) وهيئة الإغاثة الإنسانية وحقوق الإنسان والحريات التركية وغيرها. كانت وكالة إغاثة العالم الثالث ومقرها فيينا «الممول والوسيط الرئيسي» في تهريب الأسلحة. تلقت الوكالة 350 مليون دولار من ودائع من المملكة العربية السعودية وإيران والسودان وتركيا وبروناي وماليزيا وباكستان.

## دعم صرب البوسنة
- اتبعت روسيا السياسة الغربية لكن لديها تحفظات على بعض السياسات مثل الضربات الجوية لحلف شمال الأطلسي والتي اعتقدت أنها خارجة عن قرارات الأمم المتحدة. وحاولت تعديل القرارات المناهضة للصرب في المناقشات مع القوى الغربية. أظهر عدد من السياسيين الروس تضامنهم مع الصرب. وتطوع المئات من الروس في الجانب الصربي.[12]
- كان الحرس المتطوع اليوناني وحدة من المتطوعين اليونانيين الذين قاتلوا في حرب البوسنة والهرسك إلى جانب جيش جمهورية صرب البوسنة. ويُزعم أن بعض أفراد الوحدة كانوا موجودين في منطقة مذبحة سريبرينيتشا وبحسب ما ورد رفعوا علما يونانيا فوق المدينة وتم تصويره بالفيديو «لأغراض تسويقية». لم تشارك اليونان في ضربات الناتو على الأراضي التي يسيطر عليها الصرب وكان هناك حد أدنى من المساعدة المالية ولكن ليس من الحكومة اليونانية بل من المنظمات اليونانية التي اعتبرت الصرب أشقاء مسيحيين وبالتالي يجب أن تساعد في قضية حربهم.

## المقاتلون الأجانب
جاء المتطوعون للقتال لأسباب متنوعة بما في ذلك الولاءات الدينية أو العرقية وفي بعض الحالات من أجل المال. كقاعدة عامة تلقى البوشناق دعما من الدول الإسلامية والصرب من الدول الأرثوذكسية الشرقية والكروات من الدول الكاثوليكية.